# Die Mutter und das Schweigen
Die Mutter und das Schweigen ist ein zweiteiliger Fernsehfilm nach dem Drehbuch von Ursula und Michael Tschesno-Hell von 1965.

## Inhalt
Die Arbeiterin Klara Baumann kommt 1936 zufällig mit dem kommunistischen Widerstand in Berlin in Kontakt.
Sie emigriert danach in die Nähe von Prag. Sie kehrt aber in den folgenden Jahren viele Male nach Berlin zurück, um illegale Kurierdienste dorthin zu unternehmen.
Es fällt ihr schwer, über alle ihre Aktivitäten zu schweigen, um niemanden zu gefährden.

## Produktion
Der Schriftsteller Michael Tschesno-Hell (der auch Mitgründer des Verlags Volk und Welt war) verfasste mit seiner Frau Ursula das Drehbuch zu diesem Film. Die Regie führte Wolfgang Luderer, der vorher schon einige politische Spielfilme gedreht hatte, die meist polemisch gegen die westlichen Länder gerichtet waren.
Die Hauptrolle spielte Erika Dunkelmann, in weiteren Rollen waren Helga Göring und Jutta Wachowiak (als Lilo Herrmann), sowie in Nebenrollen  unter anderem Ruth Kommerell, Steffie Spira und Kurt Böwe zu sehen.

## Aufführungen und Rezeption
Der Film Die Mutter und das Schweigen wurde erstmals am 21. November 1965 im Deutschen Fernsehfunk der DDR in beiden Teilen gezeigt. Wiederholungen gab es am 22./23. November 1965 und 8. März 1968 (jeweils im Deutschen Fernsehfunk), am 15. Januar 1975, 3. September 1979 und 4. September 1979 (jeweils im 1. Programm des DDR-Fernsehens), am 21. Januar 1983 (im 2. Programm) und am 27./28. März 1985 (im 1. Programm).
In einigen Kinos wurde er ab dem 6. März 1966 gezeigt.
Ursula und Michael Tschesno-Hell veröffentlichten den Text im Henschelverlag in Ost-Berlin 1966. Sie erhielten für ihr Drehbuch den Goldenen Lorbeer des Deutschen Fernsehfunks, der Regisseur Wolfgang Luderer und die Hauptdarstellerin Erika Dunkelmann den Silbernen Lorbeer.
Der Film Die Mutter und das Schweigen wurde trotz seines politischen Inhalts vom westdeutschen katholischen Filmdienst positiv beurteilt.

„Ein politischer Film, der mit dem Widerstand der Arbeiter während des Nationalsozialismus vertraut machen will; zugleich ein darstellerisch überzeugendes Loblied auf die Frauen und Mütter, die ihr Leben für eine Idee einsetzen.“